# Nordtagging
Nordtagging (Odonticium romellii) är en svampart som först beskrevs av S. Lundell, och fick sitt nu gällande namn av Erast Parmasto 1968. Enligt Catalogue of Life ingår Nordtagging i släktet Odonticium, klassen Agaricomycetes, divisionen basidiesvampar och riket svampar, men enligt Dyntaxa är tillhörigheten istället släktet Odonticium, familjen Phanerochaetaceae, ordningen Polyporales, klassen Agaricomycetes, divisionen basidiesvampar och riket svampar. Arten är reproducerande i Sverige. Inga underarter finns listade i Catalogue of Life.